# Plicatula philippinarum
Plicatula philippinarum is een tweekleppigensoort uit de familie van de Plicatulidae. De wetenschappelijke naam van de soort is voor het eerst geldig gepubliceerd in 1856 door Hanley.